# Ilaniyya
Ilaniyya (hebreiska: אילניה) är en ort i Israel.   Den ligger i distriktet Norra distriktet, i den norra delen av landet. Ilaniyya ligger 223 meter över havet och antalet invånare är 454.
Terrängen runt Ilaniyya är huvudsakligen kuperad, men den allra närmaste omgivningen är platt. Terrängen runt Ilaniyya sluttar österut. Runt Ilaniyya är det tätbefolkat, med 982 invånare per kvadratkilometer. Närmaste större samhälle är Nasaret, 11,5 km sydväst om Ilaniyya. Trakten runt Ilaniyya består till största delen av jordbruksmark.